# Bičivka rybí
Bičivka rybí (Ichtyobodo necator) je prvok z čeledi bodovitých, který parazituje na kůži ryb. Způsobuje u nich onemocnění ichtyobodózu, které patří mezi nejčastější a nejzávažnější protozoární onemocnění ryb v České republice. Napadá plůdek a mladé ryby, které často hynou. Napadená místa na tělech ryb jsou šedomodrá a pokrytá slizovitým povlakem, který je produktem napadené pokožky.
Bičivka rybí má tělo fazolovitého tvaru s podélnou prohlubní na spodní straně a je až 20 μm velká. V levém okraji prvoka se nachází zobáčkovitý výběžek, na kterém se nachází buněčná ústa (cytostom). Tento výběžek bičivka po přichycení se na hostitelskou buňku vysune a nasává její obsah. Dále má dva bičíky, jeden kratší a jeden delší. Jedinci se čtyřmi bičíky jsou bičivky v počátečním stadiu dělení.
Bičivky se množí podélným dělením, nejvíce jim vyhovuje teplota kolem 25 °C, na rybách parazituje při teplotách vody 2-30 °C. Mimo hostitele vytváří cysty.